# Liste der Kulturdenkmale im Concelho Lourinhã
In der Liste der Kulturdenkmale im Concelho Lourinhã sind alle Kulturdenkmale des portugiesischen Kreises Lourinhã aufgeführt.

## Kulturdenkmale nach Freguesia

### Lourinhã
|   | Offizielle Bezeichnung                      | Beschreibung | Kategorie          | Stufe | Jahr | Bild |
| - | ------------------------------------------- | ------------ | ------------------ | ----- | ---- | ---- |
| 1 | Igreja de Santa Maria do Castelo            |              | Sakralarchitektur  | MN    | 1922 |      |
| 2 | Igreja do Convento Santo António            |              | Sakralarchitektur  | MN    | 1910 |      |
| 3 | Forte de Nossa Senhora dos Anjos de Paimogo |              | Militärarchitektur | IIP   | 1957 |      |

### São Bartolomeu dos Galegos
|   | Offizielle Bezeichnung   | Beschreibung | Kategorie    | Stufe | Jahr | Bild |
| - | ------------------------ | ------------ | ------------ | ----- | ---- | ---- |
| 4 | Grutas de São Bartolomeu |              | Bodendenkmal | IIP   | 1947 |      |

### Vimeiro
|   | Offizielle Bezeichnung | Beschreibung | Kategorie        | Stufe | Jahr | Bild |
| - | ---------------------- | ------------ | ---------------- | ----- | ---- | ---- |
| 5 | Padrão do Vimeiro      |              | Zivilarchitektur | IIP   | 1982 |      |

Legende: PM – Welterbe; MN – Monumento Nacional; IIP – Imóvel de Interesse Público; IIM – Imóvel de Interesse Municipal; VC – Klassifizierung läuft